# Toshiharu Sato
Pour les articles homonymes, voir Sato.
Toshiharu Sato (佐藤 寿治, Sato Toshiharu), né le 19 mars 1969 dans la préfecture d'Osaka, est un gymnaste artistique japonais actif dans les années 1980 et 1990. 

## Palmarès

### Jeux olympiques
- Séoul 1988
  -  médaille de bronze par équipes

### Championnats du monde
- Sabae 1995
  -  médaille d'argent par équipes